# Benet Mordechai (főrabbi)

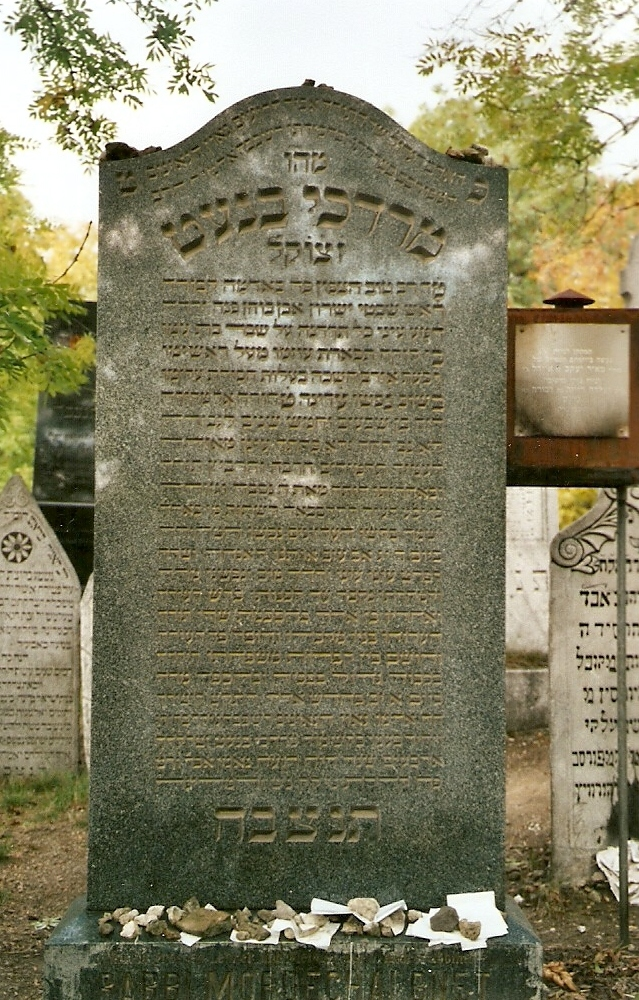
Benet Mordechai sírköve a mikulovi temetőben

Benet Mordechai, névváltozatok: Benedict Marcus; Benedikt Márkus (Csurgó, 1753 – Karlsbad, 1829. augusztus 12.) talmudtudós, Morvaország főrabbija.

## Élete
Szülei szegények voltak, sőt gyermekkorában nagyanyjához küldték Nikolsburgba, ahol Markbreiter rabbi hat évig foglalkozott Benettel, akinek nagy tehetségét korán felismerte és sógorához, egy elzászi rabbihoz küldte tovább tanulni Ittingenbe. Mikor itt Benet bar-micvó lett, már három alapos héber nyelvű talmudi értekezés szerzője volt. Később Steinhard fürthi rabbi jesivájába került, miután két évig bibliai studiumokkal foglalkozott. Innen Prágába ment, ahol Karpeles és Landau Ezékiel tanítványa lett. Itt még két évig tanult, aztán elvette egy gazdag fürthi polgár leányát és Nikolsburgban telepedett meg, ahol egy éven belül av besz-din-nek választották meg. Közben rövid ideig Magyarországon is működött Schlossburg községben, ahonnan meghívták nikolsburgi főrabbinak 1789. Később meghívták Pozsonyba és Krakkóba is, ő azonban nem fogadta el a meghívásokat.
A rabbiszéknek, melyet betöltött, s amely országos rabbiság jellegével bírt, óriási tekintélyt szerzett. A sok tanulás még fiatal korában beteggé tette, egész életében nem tudta egészségét visszanyerni, bölcs mértékletességgel mégis magas életkort ért el. Művei a 18. századbeli talmud-irodalom legjelesebbjei közé tartoznak. Ezek: Biur Mordechai (Bécs, 1813), amely Hillél kompendiumához kommentár; Mógén Óvósz (1835), a szombatra vonatkozó és a tilalomról szóló tanulmány; Har-ha-mor (responsumok); Porosász Mordechai (Máramarossziget, 1889, responsumok); Techélesz Mordechai (Lemberg, 1892), halachikus és agadikus értekezések; Kaddusé Ha-Geónim (1900, Podgoritz), utóbbi derósók gyűjteménye; Macihberesz Jehúdo. Benet kritikusai szerint nemcsak éles eszű és a rabbinikus irodalomban kiválóan járatos tudós volt, hanem logikus gondolkodó is, aki tudományos módszerrel dolgozott. Ellentétben barátjával, Szófer Mózessel és Akiba Egerrel, akik kazuisták voltak. Benet a kritikai fejtegetésre és az anyag szisztematikus elrendezésére gondolt talmudi magyarázatainál is. Levelezése Hirsch Levin berlini főrabbival is bizonyítja ezt.
Művei is különböznek kortársaiétól. Nyelve tiszta héber, míg kortársainak nyelvezete telve van arameus korrumpálásokkal. Érdekes és fontos Benet állásfoglalása és szerepe az akkor kezdődő reformmozgalmakkal szemben. Álláspontja és gyakorlata szerint egyaránt szigorúan ortodox, de kortársaitól eltérően jól ismerte és megértette a kor modern szellemét, amely zsidóra, nem zsidóra egyaránt hatással volt. Ismerte az ellenfél fegyvereit is, amelyekkel szemben a mély vallásosságot és a Talmud tanulását tanácsolta. A Moses Mendelssohn-féle bibliafordítást 1816. a kommentárok mellett engedélyezte, ami mutatja a különbséget közte és Szófer Mózes között. Ellenben Chorin Áron aradi főrabbi reformjait ellenezte, de nyugodtsággal és mérséklettel megelégedve azzal az előkelő kijelentéssel, hogy teológiai kérdésekben való döntésnél a filozófia ismeretén kívül más is szükséges.
Benet a rabbiképzéssel és az ifjúság nevelésével egész életén át foglalkozott s a kormányhoz egy memorandumot is adott be e célból. (Ez utóbbi a Toldósz Mordechai című művében is bennfoglaltatik). Nem ellenezte elvileg a világi stúdiumokat, csupán az volt az álláspontja, hogy ha a bóhereket gimnáziumba is járatják, minden más szakban kiválóak lesznek, csupán a teológiában nem. Álláspontja szerint 18 éves korig főleg zsidó iratokat kell tanulmányozni az ifjaknak, akik rabbik akarnak lenni. A reformtörekvések közül nem egyet keményen ellenzett, bölcs megfontolással, így a német nyelvű hitszónoklatot is, amely Benet szerint a héber ima rovására történt volna. Benet tekintélye igen nagy volt az egész zsidóság körében, az ortodoxok mellett a reformerek és a haszidok is végtelenül nagyra becsülték kiváló jelleméért, tudásáért, bölcsességéért.

## Egyéb külső hivatkozások
- Egy régi óbudai rabbidinasztia tagjának évfordulója